# ایترول
ایترول (به فرانسوی: Étreval) یک کمون در فرانسه است که در مرت-ا-موزل دپارتمان‌های فرانسه واقع شده‌است. ایترول ۲٫۳۷ کیلومتر مربع مساحت دارد ۲۷۲ متر بالاتر از سطح دریا واقع شده‌است.